# Варайська мова
Ва́райська мова, також: вінарайська мова, мова самар-лейте, самоназва — Wáray-Wáray — мова, яка побутує у філіппінських провінціях Самар, Північний Самар, Східний Самар, Лейте (схід), і Біліран.
Група варайських мов складається з Варайської, Waray Sorsogon і Masbate Sorsogon. Waray Sorsogon і Masbate Sorsogon називають мовою Bisakol, оскільки вони є середніми між мовами Visayan та Bicolano. Всі варайські мови належать до бісайських мов, близькі до себуанської мови і ще більш до хілігайнонської мови та мови Masbateño.

## Граматика

### Займенники
|                              | Абсолют    | Ергатів        | Непрямий відмінок |
| ---------------------------- | ---------- | -------------- | ----------------- |
| 1-ша особа однини            | ako, ak    | nakon, nak, ko | akon, ak          |
| 2-га особа однини            | ikaw, ka   | nimo, nim, mo  | imo, im           |
| 3-тя особа однини            | hiya, siya | niya           | iya               |
| 1-ша особа множини інклюзив  | kita, kit  | naton          | aton              |
| 1-ша особа множини ексклюзив | kami, kam  | namon          | amon              |
| 2-га особа множини           | kamo       | niyo           | iyo               |
| 3-тя особа множини           | hira, sira | nira           | ira               |

### Синтаксична зв'язка
У варайській мові, як і в інших філіппінських мовах, немає аналога синтаксичної зв'язки, подібної до дієслова «бути» у більшості індоєвропейських мов. В тагальській мові, наприклад, фраза «Siya ay maganda» (Вона гарна) містить слово ay, яке не є зв'язкою у вищезгаданому сенсі між предикатом maganda (красивий) і суб'єктом Siya (він чи вона), а скоріше як маркер інверсії пропозиції.
У варайській мові вираз «Вона красива» передається як «Mahusay hiya» або іноді як «Mahusay iton hiya» (iton є певним артиклем для hiya, «вона»), оскільки в варайській відсутній як зв'язка теперішнього часу, так і маркер інверсії.
Дієслово «бути» використовується в ряді випадків, але набагато рідше, ніж в індоєвропейських мовах:
Makuri maging estudyante. (Важко бути студентом): Ako it magiging presidente! (Я буду президентом!): Ako an naging presidente. (Я став президентом)

### Екзистенціальний
| WARAY      | TAGALOG       | УКРАЇНСЬКА   |
| ---------- | ------------- | ------------ |
| may-ada    | meron/mayroon | є, існує     |
| wara/waray | wala          | ніякий, нема |

### Модальний
| WARAY        | TAGALOG            | УКРАЇНСЬКА       |
| ------------ | ------------------ | ---------------- |
| puyde/sadang | maaari/pwede       | може             |
| diri puyde   | hindi maaari/pwede | не може          |
| Pahudma      | Pahiram/hiram      | Можна позичити?  |
| Pakit-a      | Patingin           | Можу я побачити? |

### Питальні слова
- Waray of Leyte (Winaray nga pan Leyte)

| WARAY      | TAGALOG | УКРАЇНСЬКА |
| ---------- | ------- | ---------- |
| hin-o      | sino    | хто        |
| kay-ano    | bakit   | чому       |
| diin       | saan    | де         |
| kanay      | kanino  | чий        |
| pa-o-nanho | paano   | як         |
| san-o      | kailan  | коли       |
| nano       | ano     | що         |

- Waray of Samar (Winaray nga pan Samar)

| WARAY      | TAGALOG | УКРАЇНСЬКА |
| ---------- | ------- | ---------- |
| sino/hin-o | sino    | хто        |
| kay-ano    | bakit   | чому       |
| diin       | saan    | де         |
| kankanay   | kanino  | чий        |
| guin-aano  | paano   | як         |
| san-o      | kailan  | коли       |
| nano/ano   | ano     | що         |

## Особливості орфографії
Хоча нині Sanghiran Сан Binisaya га Самар Лейте мкг (Академія мови Visayan Самар і Лейте)що припинила своє існування, розробила і рекомендувала стандартну орфографію, вона ніколи не була широко поширена і, отже, в наш час[коли?] досі немає офіційного загальноприйнятого правопису. По суті справи, можуть існувати два написання одного й того ж слова (вони зазвичай обмежуються тільки відмінностями в голосних), таких, як
- diri чи dire («ні»)
- hira чи hera («їм»)
- maopay чи maupay («добре»)
- guinhatag чи ginhatag («дав»)
- direcho чи diritso («прямо вперед»)
- ciudad чи syudad («місто»)
- espejo чи espeho («дзеркало»)

## Використання
Waray-Waray є однією з 10 офіційно визнаних регіональних мов на Філіппінах і використовується в місцевих органах влади. На ній говорять на всіх островах, особливо в регіоні східних Вісайських островів. Але також говорять у деяких частинах острова Мінданао, Масбате, Sorsogon і Манілі, куди варайці мігрували. Існує також дуже невелике число філіппінців за кордоном, особливо в Сполучених Штатах, які говорять цією мовою. Варайська мова широко використовується в засобах масової інформації, особливо на радіо та телебаченні. Гарним прикладом цього є регіональна версія філіппінської програми новин TV Patrol для країн Східної Вісаї, TV Patrol Tacloban, яка йде на варайській. Існує також регіональний кабельний канал, який транслює свої програми варайською, канал Атон, що підпорядкований до DYVL. Однак для друку цю мову дуже рідко використовують, тому що більшість регіональних газет виходить англійською мовою. Мова також використовується у євхаристійній урочистості або Святих месах Римо-католицької церкви в регіоні. Також доступні Біблії, опубліковані варайською мовою. Пісні отримали високу оцінку і завжди можна почути на радіо. У 1993 році LDS Церква мормонів опублікувала окремі видання Книги Мормонів, що має назву «Libro ni Mormon». Сьогодні багато шанувальників варайської проводять дії, пов'язані з популяризацією і поширенням використання цієї мови.

## Звуки
Варайська мова має 16 приголосних: /p, t, k, b, d, ɡ, m, n, ŋ, s, h, w, l, ɾ, j/. Є три основних голосних :a [a], i [ɛ ~ i], та u [o ~ ʊ]. [i ~ ɛ] та [ʊ ~ o] звучать однаково, але [o] як і раніше Алофон [ʊ] в заключному складі. Але тепер вони мають окремі звуки для кожного. Приголосні /d/ та /ɾ/ колись були алофони, але не можуть обмінюватися, як palaron (Щасливий) [від palad, долоня (тому що чиєсь щастя бачать по долоні], але не paladon і tagadiín (звідки) [від diín, де], але не tagariín.

### Числа
Рідні номери використовуються для чисел від 1 до 10. Натомість з 11 використовують іспанські номери які використовуються виключно у варайській мові сьогодні їх оригінальні замінники зараз практично не використовуються носіями мови (за винятком gatus для 100 і yukot для тисяча).
| Українська | Waray-Waray           | запозичено з іспанської |
| ---------- | --------------------- | ----------------------- |
| Один       | Usá                   | Uno                     |
| Два        | Duhá                  | Dos                     |
| Три        | Tuló                  | Tres                    |
| Чотири     | Upat                  | Kuwatro                 |
| П'ять      | Limá                  | Singko                  |
| Шість      | Unom                  | Siez/says               |
| Сім        | Pitó                  | Siete/syete             |
| Вісім      | Waló                  | Ocho/otso               |
| Дев'ять    | Siyám                 | Nuebe/nueve             |
| Десять     | Napúlô                | Diez                    |
| Одинадцять | (Napúlô kag usá)/Onse | Onse                    |
| Двадцять   | (Karuhaan)/Baynte     | Baynte                  |
| Тридцять   | (Katloan)/Trenta      | Trenta                  |
| Сорок      | (Kap-atan)/Kwarenta   | Kwuarenta               |
| П'ятдесят  | (Kalim-an)/Sinkuenta  | Singkwenta              |
| Шістдесят  | (Kaunman)/Sesenta     | Siesenta                |
| Сімдесят   | (Kapitoan)/Setenta    | Setenta                 |
| Вісімдесят | (Kawaloan)/Ochenta    | Ochienta                |
| Дев'яносто | (Kasiaman)/Noventa    | Nobenta                 |
| Сто        | Usa ka Gatus          | Cien                    |
| Тисяча     | Usa ka Yukut          | Mil                     |
| Мільйон    | Usa ka Ribo           | Milyon                  |

### Деякі часто вживані слова та фрази
- Добрий ранок (день/полудень/вечір): Maupay nga aga (udto/kulop/gab-i)
- Ви розумієте варайську мову?: Nakakaintindi/Nasabut ka hin Winaray? (hin чи hiton)
- Дякую: Salamat
- Я люблю тебе: Hinihigugma ko ikaw чи Ginhihigugma ko ikaw чи Pina-ura ta ikaw
- Мені все одно: «Baga saho» чи «Waray ko labot» чи baga labot ko
- Звідки ви? : Taga diin ka? чи Taga nga-in ka? чи Taga ha-in ka?
- Скільки це коштує? : Tag pira ini?
- Я не розумію: Diri ako nakakaintindi
- Я не знаю: Diri ako maaram чи Ambot
- Що: Ano
- Хто: Hin-o
- Де: Hain
- Коли (майбутнє): San-o
- Коли (минуле): Kakan-o
- Чому: Kay-ano
- Як: Gin-aano?
- Так: Oo
- Ні: Dire чи Diri
- Там: Adto чи Didto чи Ngad-to
- Тут: Didi чи Nganhi
- Перед або попереду: Atubang чи Atubanganor «Atbang»
- Ніч: Gab-i
- День: Adlaw
- Ніщо: Waray
- добре: Maupay
- Хлопець: Lalaki
- Дівчина: Babayi
- Гей : Bayot
- Лесбійка: Tomboy/Lesbyana
- Хто ви такі?: Hin-o ka?
- Я друг: Sangkay ak.
- Я тут заблукав: Nawawara ak didi.
- Можливо: Kunta чи Bangin

### Інші типові слова
Гарний — mahusay
Потворний — Mapurot/maraksot
Стіл — Lamesa
Ложка — kutsara
Виделка — tinidor
Відчинено — abrihi/abrido
Відкривач банок — abridor

#### Технічні терміни
- Сталь — puthaw
- Машина — awto / sarakyan
- Літак — edro / eroplano
- Аеропорт — lupadan

#### Астрономічні терміни
- Земля — kalibutan
- Місяць — bulan Індонезійськ. — bulan
- Сонце — adlaw
- Зірка- bituon Індонезійськ. — bintang

#### Природні терміни
- Вітер — hangin Індонезійськ. — angin
- Вогонь — kalayo
- Земля — tuna Індонезійськ. — tanah
- Вода — lawod/tubig
- Природа — libong
- Гора — bukid Індонезійськ. — bukit
- Море — dagat
- Океан — kalawdan Індонезійськ. = laut i.e. ka-laut-an
- Острів — puro/isla Індонезійськ. — pulau
- Архіпелаг — kapuruan Індонезійськ. — kepulauan
- Річка — salug
- Озеро — danaw Індонезійськ. — danau

#### Частини дому
- Дім — balay
- Кімната — kwarto/sulod
- Ліжко — sulod-katurugan
- Кухня — kusina
- Зовнішня кухня — abuhan
- Їдальня — kaunan
- Ванна — kubeta/kasilyas/karigu-an

#### Члени сім'ї
- Батьки(у однині) — tigurang/kag-anak
- Батько — amay/tatay/papa
- Мати — iroy/nanay/mama
- Син / дочка — anak
- Брат — bugto nga lalaki
- Сестра — bugto nga babayi
- Бабуся або дідусь — apoy/lolo (male) / lola (female)
- Двоюрідний брат — patod
- Племінник / племінниця — umangkon
- Усиновлений — umagad
- Зведений брат/сестра — bayaw(male) / hipag (female)
- Вітчим/мачуха — ugangan
- Найстарша дитина — suhag
- Наймолодша дитина — puto

#### Мода
- Джинси — saruwal
- Одяг — bado / duros
- Пояс — paha

#### Їжа
- Хліб — tinapay
- Рис — kan-on
- Страви — sura
- Кава — kape
- Оцет — suoy

#### Тварини
- Пес — ayam/ido
- Кіт — uding'/misay
- щур — yatut
- Крокодил — buaya
- Птах — tamsi
- Змія — halas
- Водяний буйвіл — karabaw
- Краб — masag
- Омар — tapusok

### Запозичені слова

#### Поширені слова та їх іноземні відповідники

##### Індонезійські/Малайські
- Mulay (грати) — від Індонезійськ. mulai
- Balay (дім) — від Індонезійськ. balai
- Sarapati (голуб) — від Індонезійськ. merpati
- Kapuruan (архіпелаг) — від Індонезійськ./Malay kepulauan
- Posporo (сірники) — від Індонезійськ./Malay posporo
- Mata (очі) — від Індонезійськ./Malay mata
- Bulan (місяць) — від Індонезійськ./Malay bulan
- Ine (цей) — від Індонезійськ./Malay ini
- Kamo (ви [множина]) — від Індонезійськ./Malay kamu
- Tunga (половина) — від Індонезійськ./Malay tengah

##### Іспанська
- Abandonada (іспанськ.: Abandonado/a) — залишений
- Abaniko (іспанськ.: Abanico) — веєр
- Abriha (іспанськ.: Abrir, Filipino: Abrihin) — відкривати
- Abrelata (іспанськ.: Abrelatas) — консервний ніж
- Abril (іспанськ.: Abril) — Квітень
- Abogado (іспанськ.: Abogado) — юрист, адвокат
- Aborido (іспанськ.: Aburrido) — нудно
- Akasya (іспанськ.: Acacia) — акації
- Aksidente (іспанськ.: Accidente) — аварія
- Adurnuha (іспанськ.: Adornar, Filipino: Adurnuhan) — прикрашати
- Agrabiyado (іспанськ.: Agraviado) — потерпілий
- Aginaldo (іспанськ.: Aguinaldo) — Різдвяний подарунок
- Agosto (іспанськ.: Agosto) — Серпень
- Ahensiya (іспанськ.: Agencia) — агентство
- Ahente (іспанськ.: Agente) — агент
- Alahas (іспанськ.: Alhaja) — прикраси
- Alambre (іспанськ.: Alambre) — дріт
- Alkansiya (іспанськ.: Alcancía) — скарбничка
- Alpilir (іспанськ.: Alfiler) — шпилька
- Alsaha (іспанськ.: Alzar, Filipino: Alsahin) — Ambisyoso (іспанськ.: Ambicioso) — честолюбний
- Ambisyon (іспанськ.: Ambición) — ambition
- Arbularyo (іспанськ.: Herbolario) — Лікар (від «Herbo» -зілля)
- Arina (іспанськ.: Harina) — підлога
- Arkitekto (іспанськ.: Arquitecto) — архітектура
- Armado (іспанськ.: Armado) — озброєний
- Armibal (іспанськ.: Almíbar) — сироп
- Artista (іспанськ.: Artista) — митець/актор
- Ariyos (іспанськ.: Arreos) — сережка
- Asintado (іспанськ.: Asentado) — заселений
- Asero (іспанськ.: Acero) — сталь
- Asno (іспанськ.: Asno) — осел
- Asoge (іспанськ.: Azogue) — ртуть
- Asosasyon (іспанськ.: Asociación) — об'єднання
- Asukal (іспанськ.: Azúcar) — цукор
- Asul (іспанськ.: Azul) — синій
- Asyatiko (іспанськ.: Asiatico) — Азійський
- Intyendeha (іспанськ.: Atender) — відвідувати
- Atrasado (іспанськ.: Atrasado) — прострочено, повільно, пізно
- Ayudaha (іспанськ.: Ayudar, Filipino: Ayudahan) — допомагати
- Baboy (іспанськ.: vaboy) — свиня
- Banyo/Kasilyas (іспанськ.: Baño) — туалет, ванна
- Baraha (іспанськ.: Baraja) — колода карт
- Baratilyo (іспанськ.: Baratillo) — блошиний ринок
- Barato (іспанськ.: Barato) — дешевий
- Barbero (іспанськ.: Barbero) — перукар
- Barbula (іспанськ.: Válvula) — клапан
- Bareta (іспанськ. Bareta) — бар
- Bagahe (іспанськ.: Bagaje) — багаж
- Baho (іспанськ. : Vaho) — неприємний запах
- Bintana (іспанськ.: Ventana) — вікно
- Bintilador (іспанськ.: Ventilador) — електричний вентилятор
- Birhen (іспанськ.: Virgen) — діва
- Bisagra (іспанськ.: Bisagra) — петля
- Bisikleta (іспанськ.: Bicicleta) — велосипед
- Bisitaha (іспанськ.: Visitar) — відвідувати
- Botika/Botica/Parmasya/Farmacia — аптека
- Conbensido (іспанськ.: Convencido) — переконаний
- Demanda (іспанськ.: Demanda) — потреба
- Demokrasiya (іспанськ.: Democracia) — демократія
- Demonyo (іспанськ.:Demonio) — демон, злий дух
- Huygo (іспанськ.:Juego) — азартні ігри
- Hugador (іспанськ.:Jugador) — гравець
- Dentista (іспанськ.: Dentista) — дантист
- Departamento (іспанськ.: Departamento) — відділ, бюро
- Depensa (іспанськ.: Defensa) — захист
- Deposito (іспанськ.: Depósito) — депозити (грошові кошти)
- Desisyon (іспанськ.: Decisión) — рішення
- Diyos/a (іспанськ.: Dios/a) — бог чи богиня
- Doble (іспанськ.: Doble) — подвійний
- Doktor/a (іспанськ.: Doctor/a) — лікар
- Don (іспанськ.: Don) — Mr. (у зверненні до багатого чоловіка)
- Donya (іспанськ.: Doña) — Mrs. (у зверненні до багатої жінки)
- Dos (іспанськ.: Dos) — два
- Dose (іспанськ.: Doce) — дванадцять
- Dosena (іспанськ.: Docena) — десять
- Drama (іспанськ.: Drama) — драма
- Droga (іспанськ.: Droga) — наркотики
- Karsonsilyo/Carsoncillo (іспанськ.: Carsoncillo) — боксери ("шорти')
- Marigoso (іспанськ.: Amargoso) — гірка диня
- Padre (іспанськ.: Padre) — отець (священник)

##### Португальська
- Porta (Португальськ.: Porta) — двері
- Morto (Португальськ.: Morto) — привид

##### Науатль
- Achuete (Науатль: Achiotl; Мексиканська іспанська: Achiote) — насіння аннато
- Kakao/Kakaw (Cacao) (Науатль: Cacahuatl) — какао
- Sayote (Науатль: Chayotli; Мексиканська іспанська: Chayote) — Мексиканські сквош
- Tiyangge (Науатль: Tianquiztli; Мексиканська іспанська: Tianguis) — сезонні ринки
- Tsokolate (Науатль: Xocolatl) — шоколад

##### Китайська
- Bakya (Південноміньський діалект) — дерев'яні сандалії
- Bihon — Вермішель (з рисового борошна)
- Bitsin (Південноміньський діалект: Bi chhin) — мононатрієвий глутамат
- Jueteng (Південноміньський діалект) — незаконної гра у номери
- Lumpia (Південноміньський діалект) — весняні рулети

##### Англійська
- Basket — кошик
- Basketbol — баскетбол
- Basketbulan — баскетбольний майданчик
- Baysikol — велосипед
- Bilib — заздрість
- Bilyar — більярд
- Bilyaran — більярдний зал
- Dyip — джип
- Elementari — основний
- Ekonomiks — економіка
- Eksport — експорт
- Ekspres — експрес
- Erkon — кондиціонер
- Greyd — клас
- Groseri — бакалія
- Hay Skul — Середня школа
- Iskor — рахунок
- Iskrin — Екран
- Ispiker — лектор
- Keyk — торт
- Kostomer/Kustomer — відвідувач
- Kompyuter — комп'ютер
- Kondisyoner — кондиціонер
- Kontrol — контроль
- Krim — крем
- Kukis — печиво
- Lider — лідер
- Losyon — лосьйон
- Manedyer — менеджер
- Masol — м'яз
- Makroekonomiks — макроекономіка
- Maykroekonomiks — microeconomiks
- Isparkol — блиск
- Traysikol — триколісний велосипед
- Pidikab — велорикша
- Giyt — ворота

##### Себуано
- Bana (Cebuano: Bana) — чоловік